# Shamier Little
Shamier Little (ur. 20 marca 1995 w Louisville) – amerykańska lekkoatletka specjalizująca się w biegach sprinterskich i płotkarskich.
W 2014 w Eugene została mistrzynią świata juniorek w biegu na 400 metrów przez płotki i w sztafecie 4 × 400 metrów. W 2015 roku zdobyła dwa złote medale igrzysk panamerykańskich: na 400 metrów przez płotki i w sztafecie 4 × 400 metrów oraz została wicemistrzynią świata w biegu na 400 metrów przez płotki.
Stawała na podium mistrzostw USA. Złota medalistka mistrzostw NCAA.

## Osiągnięcia
| Rok  | Impreza                     | Miejsce   | Konkurencja                 | Pozycja    | Wynik   |
| ---- | --------------------------- | --------- | --------------------------- | ---------- | ------- |
| 2012 | Mistrzostwa świata juniorów | Barcelona | bieg na 400 m przez płotki  | –          | DNF     |
| 2014 | Mistrzostwa świata juniorów | Eugene    | bieg na 400 m przez płotki  | 1. miejsce | 55,66   |
| 2014 | Mistrzostwa świata juniorów | Eugene    | sztafeta 4 × 400 m          | 1. miejsce | 3:30,42 |
| 2015 | Igrzyska panamerykańskie    | Toronto   | bieg na 400 m przez płotki  | 1. miejsce | 55,50   |
| 2015 | Igrzyska panamerykańskie    | Toronto   | sztafeta 4 × 400 m          | 1. miejsce | 3:25,68 |
| 2015 | Mistrzostwa świata          | Pekin     | bieg na 400 m przez płotki  | 2. miejsce | 53,94   |
| 2017 | Mistrzostwa świata          | Londyn    | bieg na 400 m przez płotki  | półfinał   | 55,76   |
| 2018 | Mistrzostwa NACAC           | Toronto   | bieg na 400 m przez płotki  | 1. miejsce | 53,32   |
| 2018 | Puchar interkontynentalny   | Ostrawa   | bieg na 400 m przez płotki  | 2. miejsce | 53,86   |
| 2022 | Mistrzostwa świata          | Eugene    | bieg na 400 m przez płotki  | 4. miejsce | 53,76   |
| 2023 | Mistrzostwa świata          | Budapeszt | bieg na 400 m przez płotki  | 2. miejsce | 52,80   |
| 2024 | Igrzyska olimpijskie        | Paryż     | sztafeta 4 × 400 m          | 1. miejsce | 3:15,27 |
| 2024 | Igrzyska olimpijskie        | Paryż     | sztafeta mieszana 4 × 400 m | 2. miejsce | 3:07,74 |

## Rekordy życiowe
- bieg na 400 metrów (stadion) – 49,68 (21 lipca 2023, Monako)
- bieg na 400 metrów (hala) – 50,57 (21 lutego 2021, Fayetteville)
- bieg na 400 metrów przez płotki – 52,39 (4 lipca 2021, Sztokholm) – 7. wynik w historii światowej lekkoatletyki